# Ferrovia Ghirla-Ponte Tresa
La ferrovia Ghirla-Ponte Tresa era una linea a scartamento ridotto che fra il 1914 e il 1953 collegava la località di Ghirla, posta lungo la ferrovia della Valganna, con la cittadina di Ponte Tresa, sulle rive del Ceresio, percorrendo la Val Marchirolo.

## Storia

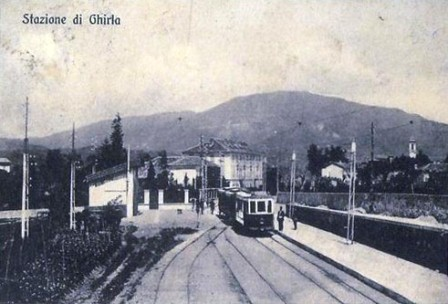
La stazione di Ghirla

La ferrovia fu progettata per connettere la rete ferrotranviaria varesina, gestita dalla SVIE, con la cittadina di Ponte Tresa, già servita dalle linee per Luino della SNF, e per Lugano della SFL.
Con regio decreto n. 1467 del 29 dicembre 1912 la linea fu concessa alla stessa SVIE e attivata in due fasi, fra Ghirla e Marchirolo il 17 luglio 1914 e fra Marchirolo e Ponte Tresa il 15 luglio 1915.
Con l'acquisizione, avvenuta nel 1918 da parte della SVIE della ferrovia Ponte Tresa-Luino, previo cambio di scartamento ed elettrificazione di quest'ultima i due impianti vennero interconnessi, rendendo possibile un secondo itinerario Varese-Luino, via Ponte Tresa.
Nel 1940 la SVIE cedette l'intera rete ferro-tranviaria alla Società Varesina Imprese Trasporti (SVIT), controllata della Società Elettrica Bresciana, azienda del gruppo Edison.
Dopo i danni bellici della seconda guerra mondiale la Ponte Tresa-Luino non fu più riattivata. La Ghirla-Ponte Tresa invece fu esercita fino al 25 agosto 1953, quando fu sostituita da un autoservizio.
Attualmente il tracciato della ferrovia è parzialmente utilizzato dalla tratta Ponte Tresa-Varese della Via Francisca.

## Caratteristiche
La linea, a binario unico, era elettrificata alla tensione continua di 600 V e armata con lo scartamento di 1.100 mm, per una lunghezza totale di 9,889 metri.

### Percorso
| Unknown route-map component "exCONTgq" | Unknown route-map component "exSTR+r" |

|  | Unknown route-map component "exBHF" |

|  |  | Unknown route-map component "exABZgl" | Unknown route-map component "exCONTfq" |

|  | Unknown route-map component "exBHF" |

|  | Unknown route-map component "exBHF" |

|  | Unknown route-map component "exHST" |

|  | Unknown route-map component "exBHF" |

|  | Unknown route-map component "exHST" |

| Head station | Unknown route-map component "lGRENZE" | Unknown route-map component "exBHF" | Pier |

| Unknown route-map component "CONTr+g" |  | Unknown route-map component "exSTR" |  |

|  | Unknown route-map component "exCONTf" |

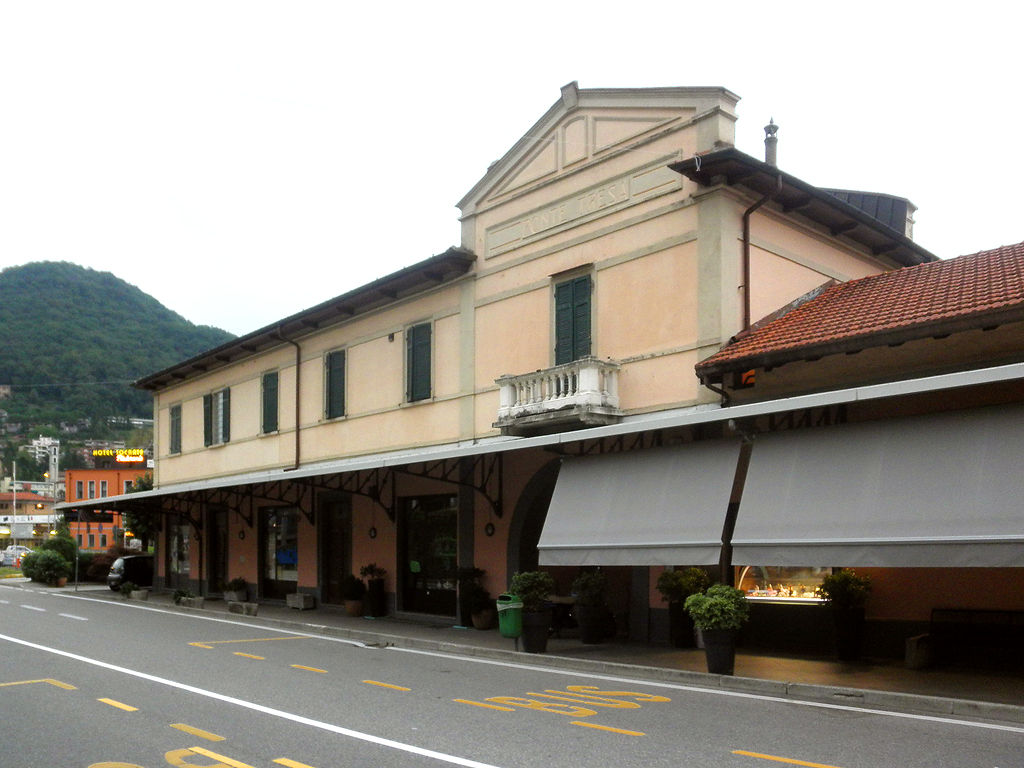
L'ex fabbricato viaggiatori di Ponte Tresa

Diramatasi dalla stazione di Ghirla la ferrovia proseguiva verso nord servendo le stazioni di Cugliate-Fabiasco e Marchirolo.
Pur dotata delle caratteristiche di una tranvia interurbana con convogli tipici di questo tipo di impianti, le caratteristiche ferroviarie della linea erano spiccate, soprattutto nella sezione dopo Marchirolo che richiese lo scavo di ben sei gallerie;
Questo tratto, orograficamente più accidentato, comprendeva le fermate di Ardena, Cadegliano-Viconago e Lavena; da qui il binario scendeva alla stazione di Ponte Tresa, comune alla ferrovia per Luino.